# Пропала грамота (видавництво)
«Пропала грамота» — українське книжкове видавництво, засноване 2019 року.
Видавництво спеціалізується на мілітарній літературі, яка має посприяти соціальній адаптації ветеранів після повернення з війни.

## Історія
Видавництво засноване в 2019 році ветераном російсько-української війни Олексієм Бешулею після його відходу від роботи у видавництві Залізний тато.
Назва видавництва походить від українського фільму Пропала грамота 1972 року — екранізації однойменної повісті Миколи Гоголя з Іваном Миколайчуком у головній ролі, який, на думку засновника видавництва, є «одним із основоположних творів для української культури».

### 2019
- Євстахій Загачевський. «Закохані в життя, одружені на смерті» : «Спогади фронтовика» та «Її регіт не лякав». — К. : Пропала грамота, 2019. — 464 с. — 2000 екз. — ISBN 9789669798008.[4]
  - друге видання у 2021 році
  - третя видання у 2025 році

### 2020
- Євстахій Загачевський. «Львівська братія». — К. : Пропала грамота, 2020. — 252 с. — 2000 екз. — ISBN 9789669798022.
- Андрій Шкуро. «Записки кубанського партизана» = «Записки белого партизана» / пер. з рос. Дмитро Дудка. — К. : Пропала грамота, 2020. — 252 с. — 1500 екз. — ISBN 9789669798015.[5]
  - друге видання у 2021 році
- Андрій Куліш. «Чужа війна». — К. : Пропала грамота, 2020. — 248 с. — 1000 екз. — ISBN 9789669798039.[6][7]
- Степан Стебельський. «Крізь сміх заліза» : «Крізь сміх заліза» та «Зимою в бункері». — К. : Пропала грамота, 2020. — 360 с. — 2000 екз. — ISBN 9789669798053.[8][9]
- Джордж Менінгтон. «Щоденник легіонера» = «A Soldier of the Legion: An Englishman's Adventures Under the French Flag in Algeria and Tonquin» / пер. з англ. Анна Сорочинська. — К. : Пропала грамота, 2020. — 198 с. — 1000 екз. — ISBN 9789669798077.
- Поль дю Шаю. «Вікінг Івар» = «Ivar the Viking» / пер. з англ. Іван Синєпалов. — К. : Пропала грамота, 2020. — 264 с. — 1500 екз. — ISBN 9789669798084.
  - друге видання у 2024 році
- Андрій Миронюк. «Наш Кавказ» : «Скіф», «Стежками Едельвейса» та «Аскер». — К. : Пропала грамота, 2020. — 448 с. — 2000 екз. — ISBN 9789669798091.
- Святомир Фостун. «Шляхами смерті». — К. : Пропала грамота, 2020. — 204 с. — 2000 екз. — ISBN 9786177918003.
- Джеймс Форд Роудс. «Історія Громадянської війни в США» = «History of the Civil War, 1861–1865» / пер. з англ. Ігор Бігун. — К. : Пропала грамота, 2020. — 484 с. — 2000 екз. — ISBN 9786177918010.
  - друге видання у 2023 році
- Михайло Чайковський. «Шляхта обирає авантюризм» : «Спогади Садик-паші — Михайла Чайковського» та «Кампанія над Дунаєм та в Мунтенії у час Кримської війни 1854-1855» = «Pamiętniki Sadyka Paszy — Michała Czajkowskiego», «Kampanja nad Dunajem i w Multanach w czasie Krysmkiej Wojny 1854-1855» / пер. з пол. Олеся Ісаюк, Євген Білоножко. — К. : Пропала грамота, 2020. — 608 с. — 2000 екз. — ISBN 9786177918027.

### 2021
- Бенджамін Гарріс. «Щоденник піхотинця Гарріса» = «Recollections of Rifleman Harris» / пер. з англ. Тамара Горіха Зерня. — К. : Пропала грамота, 2021. — 144 с. — 1500 екз. — ISBN 9786177918034.
- Наполеон Огастус Дженнінгс. «Техаський рейнджер» = «A Texas Ranger» / пер. з англ. Анна Сорочинська. — К. : Пропала грамота, 2021. — 192 с. — 1000 екз. — ISBN 9786177918041.
- Валентин Сім'янцев. «Чорні запорожці» = «Роки козакування». — К. : Пропала грамота, 2021. — 464 с. — 2000 екз. — ISBN 9786177918058.
- Марк Твен. «Жанна д'Арк» = «Personal Recollections of Joan of Arc» / пер. з англ. Тамара Горіха Зерня. — К. : Пропала грамота, 2021. — 432 с. — 1500 екз. — ISBN 9786177918065.
- «З бліндажа за ґрати». — К. : Пропала грамота, 2021. — 208 с. — ISBN 9786177918089.
- Юзеф Пілсудський. «Мої перші бої» : «Бібула» та «Мої перші бої» = «Bibula», «Moje pierwsze boje» / пер. з пол. Олеся Ісаюк, Андрій Гончарук. — К. : Пропала грамота, 2021. — 448 с. — 1500 екз. — ISBN 9786177918096.
- Павло Зінченко. «Українська дуельна традиція». — К. : Пропала грамота, 2021. — 144 с. — ISBN 9786177918102.

### 2022
- Лонгин Цегельський. «Битва за Соборність» = «Від леґенд до правди». — К. : Пропала грамота, 2022. — 416 с. — 1000 екз. — ISBN 9786177918126.
- Олександр Кучерук, Богдан Пастух, Олег Манчура. «Скріплені кров'ю». — К. : Пропала грамота, 2022. — 152 с. — 1000 екз. — ISBN 9789669798060.

### 2023
- Джозеф Плам Мартін. «Як я воював за незалежність» = «A narrative of some of the adventures, dangers, and sufferings of a Revolutionary soldier, interspersed with anecdotes of incidents that occurred within his own observation» / пер. з англ. Іван Синєпалов. — К. : Пропала грамота, 2023. — 272 с. — 1000 екз. — ISBN 9786177918126.
- Валерій Бобрович. «Щоденник сотника Устима» = «Як козаки Кавказ воювали. Щоденник сотника Устима». — К. : Пропала грамота, 2023. — 224 с. — 1000 екз. — ISBN 9786177918157.
- Володимир Жаботинський. «Здобути державу Ізраїль» = «Повесть моих дней», «Слово о полку», статті / пер. з рос. Крістіна Гаранчевська. — К. : Пропала грамота, 2023. — 416 с. — 1000 екз. — ISBN 9786177918133.
- Євгеній Ролдугін. «Час відважних». — К. : Пропала грамота, 2023. — 96 с. — 1000 екз. — ISBN 9786177918164.
- Анте Павелич. «За Батьківщину — готові! Том 1» = «Doživljaji — Dio 1» / пер. з хор. Людмила Кравченко. — К. : Пропала грамота, 2023. — 528 с. — 2000 екз. — ISBN 9786177918171.
- Анте Павелич. «За Батьківщину — готові! Том 2» = «Doživljaji — Dio 2-3-4» / пер. з хор. Людмила Кравченко. — К. : Пропала грамота, 2023. — 440 с. — 2000 екз. — ISBN 9786177918188.
- Теодор Рузвельт. «Автобіографія президента» = «Theodore Roosevelt: An Autobiography» / пер. з англ. Ігор Скрипник і Анна Сорочинська. — К. : Пропала грамота, 2023. — 624 с. — 2000 екз. — ISBN 9786177918195.

### 2024
- Ґетц фон Берліхінґен. «Мої битви і вчинки» = «Die Lebensbeschreibung des Ritters Götz von Berlichinge» / пер. з середньоверхньонімецької Роксоляна Кохан. — К. : Пропала грамота, 2024. — 128 с. — 1000 екз. — ISBN 9786177918201.
- Говард Лавкрафт. «Гримуар аристократії» = Essays / пер. з англ. Соломія Курило. — К. : Пропала грамота, 2024. — 304 с. — 1000 екз. — ISBN 9786177918218.
- Олександр Терен. «Історія впертого чоловіка». — К. : Пропала грамота, 2024. — 208 с. — 2000 екз. — ISBN 9786177918232.
- Томас Карлайл. «Герої, культ героїв та героїчне в історії» = On Heroes, Hero-Worship, & the Heroic in History / пер. з англ. Соломія Курило. — К. : Пропала грамота, 2024. — 264 с. — 2000 екз. — ISBN 9786177918225.

### 2025
- Річард Тедескі, Брет Мур. «Трансформовані травмою: Історії про посттравматичне зростання» = «Transformed by Trauma: Stories of Posttraumatic Growth» / пер. з англ. Олена Бідованець. — К. : Пропала грамота, 2025. — 208 с. — 2000 екз. — ISBN 9786177918263.
- Роберт Скотт. «Полярний щоденник капітана Роберта Скотта» = Robert Scott: The Journals / пер. з англ. Іван Синєпалов. — К. : Пропала грамота, 2025. — 536 с. — 2000 екз. — ISBN 9786177918249.

## Видавництво «Куркуль»

Логотип видавництва «Куркуль»

19 червня 2021 Олексій Бешуля оголосив про створення спільного проєкту зі спільнотою «Останній капіталіст» — видавництва «Куркуль», яке спеціалізується на економічній та фінансовій літературі. Першими книжками видавництва стали автобіографія Бенджаміна Франкліна, видана під назвою «Як я опинився на ста доларах», і роман Гілберта Честертона «Летючий шинок».

### 2021
- Гілберт Кіт Честертон. «Летючий шинок» = «The Flying Inn» / пер. з англ. Єлизавета Козорог. — К. : Куркуль, 2021. — 256 с. — ISBN 9786177918089.
- Бенджамін Франклін. «Як я опинився на ста доларах» = «An Authobiography» / пер. з англ. Соломія Курило. — К. : Куркуль, 2021. — 224 с. — ISBN 9786177918072.
- Дмитро Бураков. «Що потрібно знати українцям про економіку». — К. : Куркуль, 2021. — 384 с. — ISBN 9786177918119.

## Критика
Книга «Вікінг Івар» увійшла до переліку найкращих книжок 2020 року за версією Українського ПЕН.
У вересні 2024 року Хмельницька міська рада заснувала літературну премію «Час відважних» імені Євгенія Ролдугіна. Євгеній Ролдугін — український військовий, який загинув 11 вересня 2022 року на Харківщині; його повість «Час відважних» вийшла у «Пропалій грамоті».